# Абрамян Сурен Джангірович
Сурен Джангірович Абрамян (вірм. Սուրեն Աբրահամյան, 14 січня 1947, Єреван) — вірменський державний діяч.

## Біографічні відомості
Народився 14 січня 1947 року в Єревані.
- 1964—1969 — Єреванський політехнічний інститут. Інженер-кібернетик.
- 1972—1975 — Московська академія МВС. Юрист-правознавець.
- 1970—1972 — служив у радянській армії.
- 1972—1993 — працював в апараті МВС Вірменської РСР від рядового міліціонера до заступника міністра.
- 1993—1995 — керівник апарату державного міністра по лінії програми Сюнік—Зангезур.
- 1995—1998 — губернатор (марзпет) Сюнікського марза.
- 1995—1998 — депутат парламенту. Член постійної комісії з оборони, внутрішніх справ і національної безпеки. Безпартійний.
- 1998—2002 — голова Федерації футболу Вірменії.
- 1998—1999 — мер Єревана.
- З червня по жовтень 1999 — міністр внутрішніх справ Вірменії.
- З 2003 — вступив до опозиційної партії «Республіка».